# Варта (бронеавтомобіль)
СБА «Варта» (абр. від Спеціалізований бронеавтомобіль, англ. APC «VARTA») — бронеавтомобіль з колісною формулою 4×4 виробництва компанії «Українська Бронетехніка». Бронеавтомобіль побудований на шасі МАЗ-5434.

## Історія
7 грудня 2015 року бронемашина «Варта» була вперше представлена міністром МВС Арсеном Аваковим як перспективний автомобіль для Нацгвардії та поліції особливого призначення.
31 січня 2016 року новий бронеавтомобіль, зокрема, був помічений під час проведення польових випробувань на одному з полігонів Національної гвардії України. Передбачається, що після проведення випробувань буде прийнято рішення про прийняття на озброєння першої партії з 10 бойових машин для «КОРД» (Корпус Оперативно-Раптової Дії) і спецпідрозділів Національної гвардії України. Надалі держзамовлення може бути збільшене до 60 одиниць.
З січня по квітень автомобіль успішно пройшов відомчі випробування, що були організовані Міністерством оборони сумісно з МВС, ПСУ, НГУ та інститутами збройних сил України та МВС.
28 грудня 2017 року чергова партія бронемашин «Варта» з посиленим протимінним захистом передана в розпорядження Міністерства оборони та Національної гвардії України.
В жовтні 2018 року на виставці «Зброя та безпека» була представлена вже 8-ма модернізація машини. Оновлена модель отримала, серед іншого, потужніший двигун.
У вересні 2019 року стало відомо, що в інтересах Збройних Сил України Державний науково-дослідний інститут випробувань і сертифікації озброєння та військової техніки проводить державні випробування спеціалізованого броньованого автомобіля «Варта».

## Опис
Машина створена спеціально для поліції особливого призначення КОРД та сил спеціальних операцій Національної гвардії України.
В основі лежить вантажне шасі МАЗ-5434.
Автомобіль комплектується двигуном Weichai потужністю 380 к.с. з крутним моментом 1460 Н•м.
Застосовуються безкамерні шини Continental. На автомобіль встановлена централізована система підкачування шин.

### Захист
У бронеавтомобілі «Варта» використано не тільки V-подібну форму днища, але й V-подібну геометрію самої бронекапсули. Такий захист дозволяє витримувати підрив заряду потужністю до 8 кг у тротиловому еквіваленті, а також дозволяє в разі пошкодження днища замінити його без заміни бронекапсули. До того ж він оснащений сучасними протимінними сидіннями для екіпажу й десанту з ефектом амортизації.
Для бронювання використана шведська сталь з твердістю 560, що дозволяє без зниження бронестійкості зменшити вагу капсули автомобіля на 11 %, як наслідок збільшилася корисна вантажопідйомність. Броня захищає екіпаж і десант від бронебійного набою калібру 7,62×39 мм. Також уперше в Україні спільно з вітчизняним виробником бронескла використаний сучасний зовнішній метод встановлення бронескла на бойовій броньованій машині такого класу, що дає можливість проводити швидкий демонтаж і заміну бронескла при його пошкодженні, а також збільшена міцність рамки, на яку монтується бронескло.
Для поліпшення прохідності на бронеавтомобіль встановлені шини Continental (надалі планується налагодити серійний випуск вітчизняного виробництва спільно з Білоцерківським шинним заводом), а також додана можливість централізованого підкачування коліс з кабіни водія. Блок управління підкачуванням коліс дозволяє обирати різні умови експлуатації (шосе, ґрунтова дорога, пісок, болото тощо). Встановлена посилена пило/водостійка лебідка в комплекті з синтетичним тросом 27,5, з яким можливо працювати без рукавичок. Сам трос на морозі не обламується від холоду, крім того синтетичний трос на 85 % легший за металевий. Потужність лебідки становить 9979 кг.
Також «Варта» позбавлена найбільш поширеного слабкого місця бронемашин вітчизняного виробництва: замки бронедверей, які не витримують щоденної експлуатації. На бронеавтомобіль «Варта» були встановлені ручки та замки виробника TriMark, які витримують щоденне використання дверей вагою до 500 кг.

### Озброєння
Стіни й дах розраховані з урахуванням встановлення на даху башти типу корона або кулеметної установки загальною вагою до 500—550 кг. Є можливість встановлення бойового модуля з кулеметом 7,62 мм, 12,7 мм і башти типу БП-1 — аналога башти, що встановлюється на БТР-70/80 і БРДМ-2, і озброєна кулеметами 14,5 мм і 7,62 мм. Завдяки цьому «Варту» можна використовувати як машину підтримки піхоти й оборони блокпостів, а також уніфікувати установку під будь-який допустимий тип бойового модуля.

### Вартість
У 2016 році вартість закупівлі становила ₴ 5.8 млн, попередні контракти відбувалися за цінами ₴ 6.5 млн та ₴ 7.3 млн.
За даними Сергія Пашинського, вартість станом на грудень 2019 року становила 6,9 млн грн.

## Інформаційне висвітлення
У серпні 2019 року російський ресурс Diana Mihailova, афільований з ГРУ, оприлюднив матеріал, в якому стверджувалося, що війська спецпризначення Сирії мають на озброєнні бронеавтомобіль «Варта-Новатор» виробництва ТОВ «Українська бронетехніка». Згідно з аналізом від ресурсу «Інформаційний спротив», оприлюднені у російському матеріалі фото — це не «Варта-Новатор», а груба підробка під СБА «Варта». Мета цієї інформаційної операції, за оцінкою «Інформаційного спротиву», — чергова спроба звинуватити Україну в постачанні продукції військового призначення в країни, на які накладене збройне ембарго.

## Модифікації
- «Смерека» — 4 грудня 2020 року під час презентації українського озброєння делегації Федеративної Республіки Бразилія було продемонстровано 120-мм самохідний міномет на основі бронеавтомобіля «Варта», побудованого на шасі МАЗ-5434[8]. Комплекс розрахований на використання мінометів 2Б11 або МП-120, що розроблений ТОВ «Українською бронетехнікою» та проходить державні випробування разом. Дальність стрільби заявляється до 7,5 км[9].
- Бронемашина «Варта-2»[10]

## Бойове застосування

### Російсько-українська війна
Бронеавтомобіль активно використовують в спецопераціях на сході України підрозділи поліції «КОРД», «Дніпро-1», а з 2017 року і полк НГУ «Азов».
В грудні 2017 року «Український мілітарний портал» поширив відгук бійця з приводу його досвіду користування машинами СБА «Варта» в зоні АТО. З його слів дана машина має низку переваг перед іншими машинами такого класу: висока прохідність (завдяки порівняно великому кліренсу), великий простір в десантному відсіку, що дає можливість з комфортом там розміститись 9 десантникам і кулеметнику, доволі якісна підвіска, яка підвищує комфорт їзди по бездоріжжю, тощо. Проте, великі габарити та вага машини обмежують її використання тилом, де менша ймовірність ураження з ПТРК, РПГ, танку.
За словами директора компанії-виробника Олександра Олександровича Кузьми станом на грудень 2017 року машини вже були в експлуатації у зоні АТО протягом близько шести місяців. За цей час пробіг кожної склав близько 15-30 тисяч км.

## Оператори
- Україна:
  - КОРД — 6 травня 2016 року підрозділи поліції особливого призначення отримали перші бронемашини «Варта» для спеціальних поліцейських операцій.[12]
  - Національна гвардія України[13], зокрема:
    - Полк «Азов» — 18 червня 2017 року бронемашина була представлена в складі полку «Азов» під час святкування 3-ї річниці звільнення Маріуполя.[14]
    - Бригада швидкого реагування — з вересня 2017 року використовуються в зоні бойових дій на сході України.[15]
    - 1-й батальйон оперативного призначення імені Кульчицького — 24 січня 2018 року передано 4 автомобіля.[16]

  - Збройні сили України — з 2016 року допущений до експлуатації в ЗСУ на особливий період під найменуванням — спеціалізований броньований автомобіль для перевезення особового складу «Варта». 28 грудня 2017 року Міноборони достроково отримало партію бронемашин «Варта»[2].
    - 11 жовтня 2019 року були передані артилерійському підрозділу 28-ї окремої механізованої бригади[17].
    - Наприкінці липня 2020 року стали надходити до підрозділів Сил спеціальних операцій Збройних Сил України[18].

## Галерея

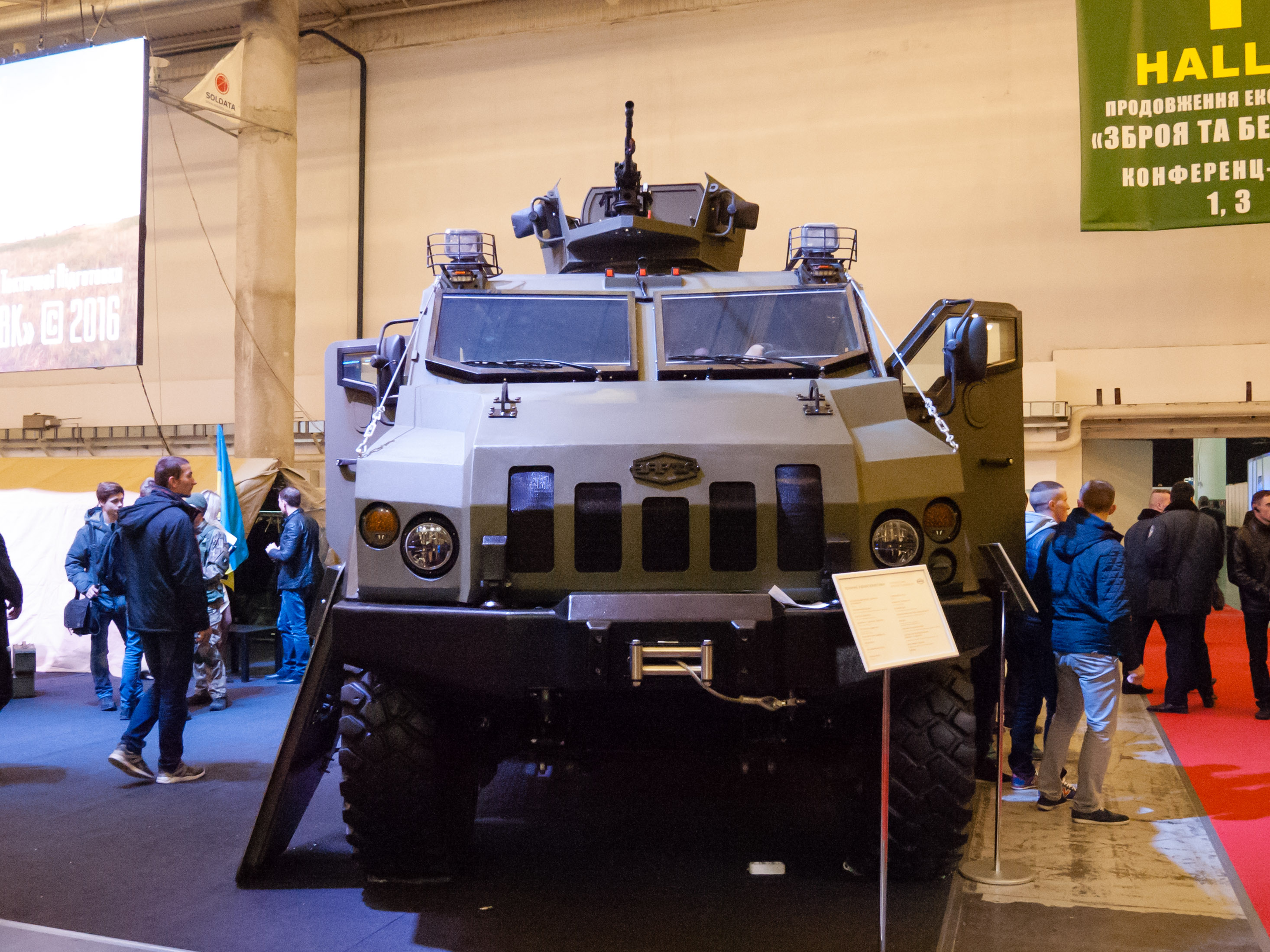
На виставці «Зброя та безпека — 2016»
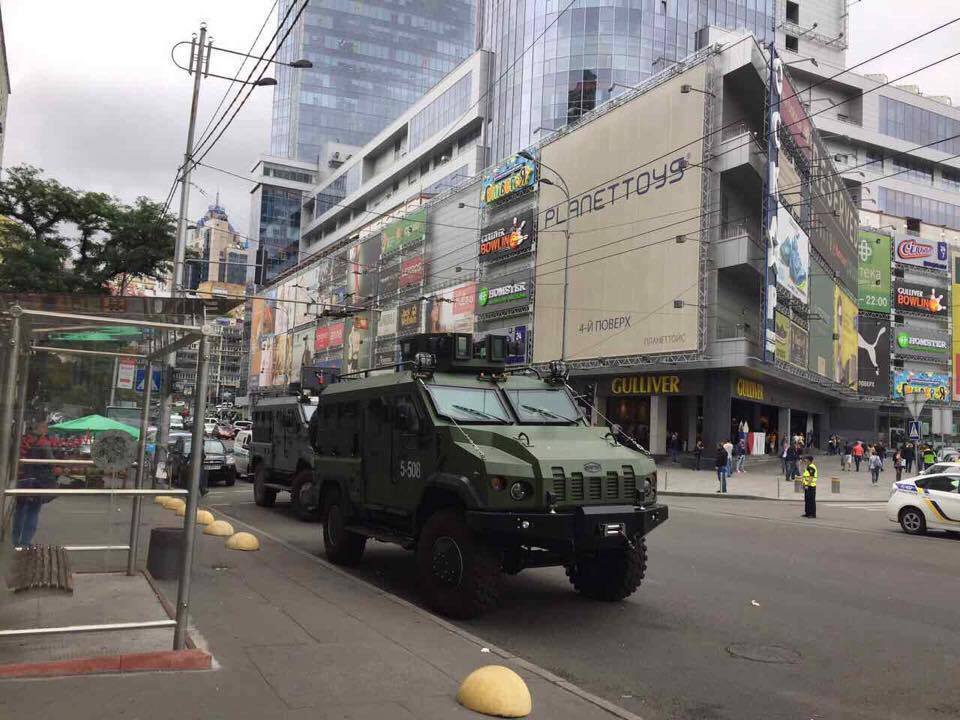
«Варта» спецпідрозділу «Корд» у Києві
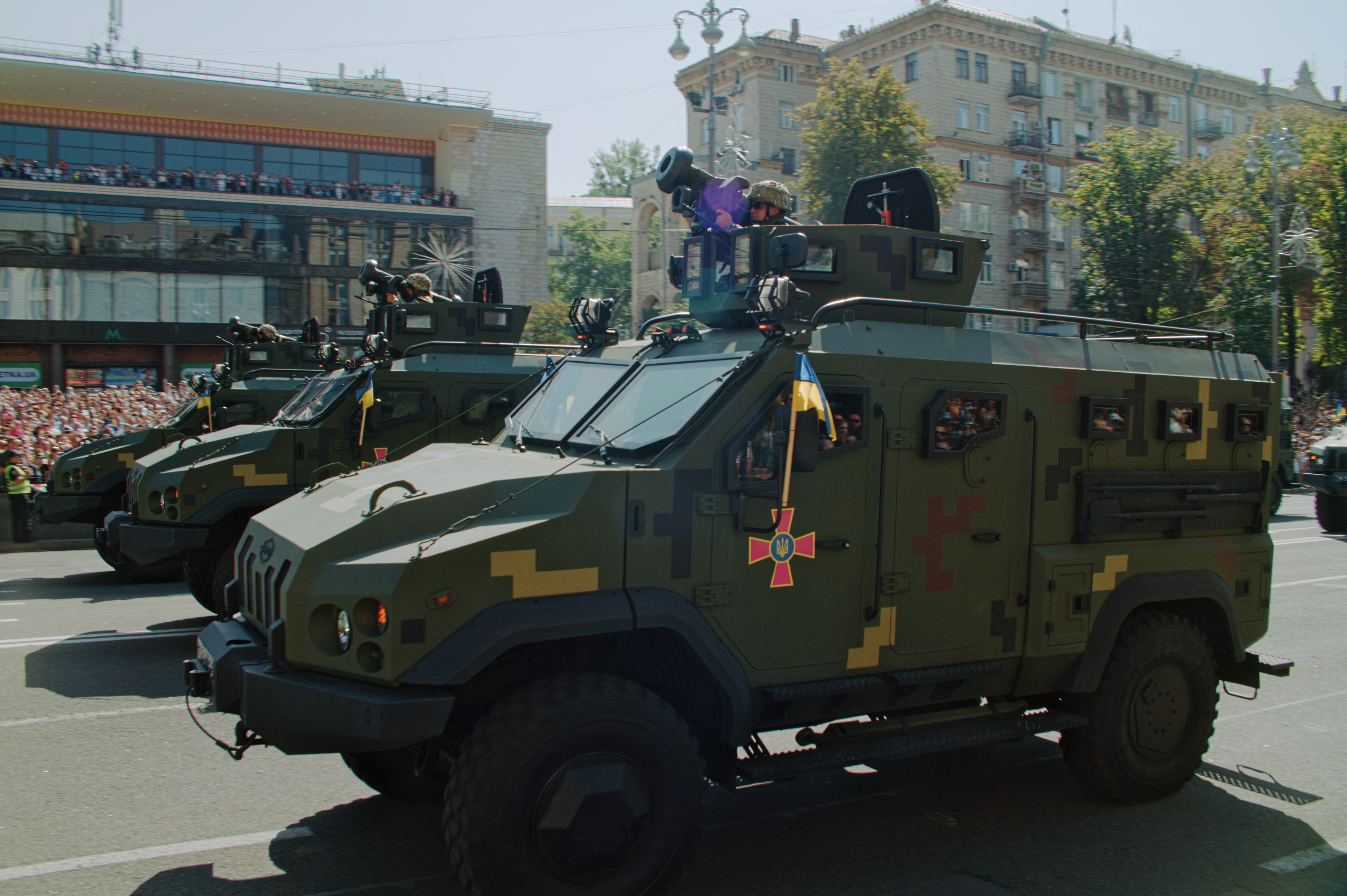
Український військовий з FGM-148 Javelin на СБА «Варта»